# 尼里布罗尼
尼里布罗尼，是匈牙利索博尔奇-索特马尔-贝拉格州所辖的一个村。总面积20.09平方公里，总人口1099，人口密度54.7人/平方公里（2011年1月1日）。